# A. J. Hawk
(en) Statistiques sur pro-football-reference
Aaron James « A. J. » Hawk, né le 6 janvier 1984 à Kettering (Ohio), est un joueur américain de football américain évoluant au poste de linebacker.

## Biographie
Étudiant à l'Université de l'État de l'Ohio, il joua pour les Ohio State Buckeyes. Il remporta le Lombardi Award et le Jack Lambert Trophy en 2005.
Il fut drafté en 2006 à la 5e place (premier tour) par les Packers de Green Bay. Il signa un contrat de six ans pour 37.5 millions de dollars.
À sa première saison, il a les meilleures statistiques de la défense des Packers et finit 3e au titre de Defensive Rookies of the Year.
Il est marié à Laura Quinn, sœur de Brady Quinn, le quarterback des Browns de Cleveland. Dans son dernier match avec les Buckeyes, il a joué contre l'université Notre-Dame où jouait Quinn. Il réussit à sacker son futur beau-frère deux fois.
Il remporte le Super Bowl XLV avec les Packers de Green Bay face au Steelers de Pittsburgh 31-25.
En mars 2015, il signe aux Bengals de Cincinnati.